# Joseph de Richery
Joseph de Richery, né le 13 septembre 1757 à Allons (Alpes-de-Haute-Provence) dans les Basses-Alpes et mort le 3 nivôse an VII de la République, (23 décembre 1798 ) à Éoulx, actuelle commune de Castellane, est un contre-amiral français, qui s’est particulièrement distingué durant les guerres de la Révolution.

## Biographie

### Ancien Régime
Descendant de Louis Cælius, Italien installé en Provence au XVe siècle, il bénéficie du patronage des Glandèves qui lui permet d’entrer et de monter en grade dans la Marine royale. Il est mousse à neuf ans, et devient élève officier en 1774. En 1777, il est garde du pavillon, puis enseigne de vaisseau l’année suivante.
Lors de la guerre d'indépendance des États-Unis, il se distingue à l’attaque de Newport en détournant les brûlots britanniques lancés sur l’escadre française.
De 1781 à 1785, il est dans l’océan Indien sous le bailli de Suffren (provençal comme lui) et obtient un premier commandement, qu’il exerce jusqu’en 1789 dans les mers d’Inde et de Chine. Il est alors nommé lieutenant de vaisseau. A Macao, il rencontre La Pérouse et certains de ses officiers sont autorisés à rejoindre l'expédition pour combler le manque de personnel à la suite du naufrage de plusieurs chaloupes en baie Lituya.

## Révolution française

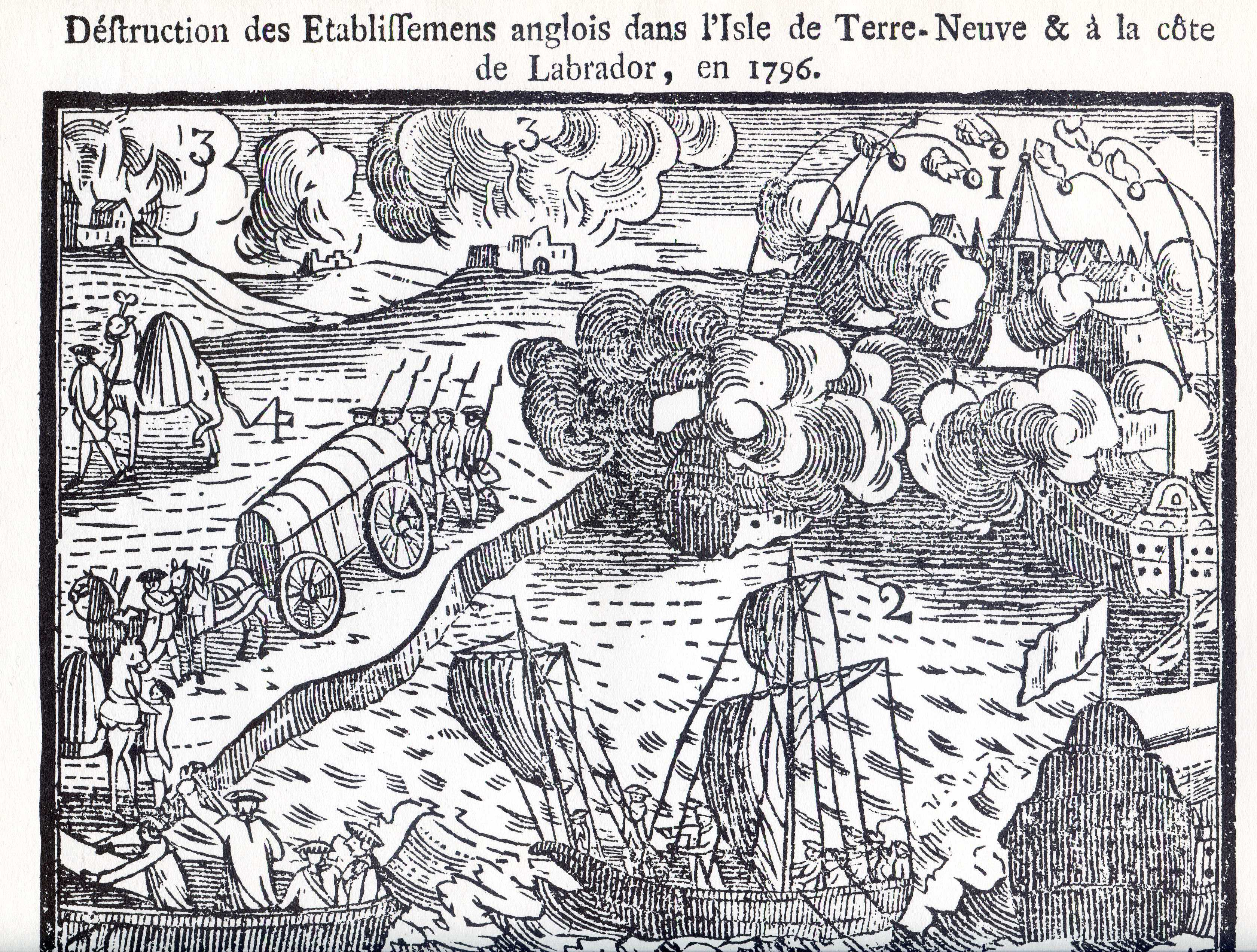
Attaque française de Richery sur les établissements anglais de Terre-Neuve en 1796.

En 1793, il est nommé capitaine de vaisseau (sur le Bretagne). Après les Mutineries de Quibéron, Jeanbon Saint-André le fait arrêter pour avoir été incapable de maintenir l'ordre et la discipline sur son vaisseau. Il est rapidement réintégré (1794), et on lui donne le grade de contre-amiral.
Il commande, en tant que contre-amiral, une escadre de 6 vaisseaux et trois frégates basées à Toulon, en Méditerranée. Après avoir quitté le port le 14 septembre, il passe Gibraltar et capture un important convoi de navires marchands le 7 octobre 1795 (trente navires marchands, et reprend le vaisseau de ligne le Censeur), près de Cadix. Il vend le produit de ses prises dans ce port. À la fin de 1795, il mène un raid sur Saint-Domingue et capture un nouveau convoi ennemi. Il appareille à nouveau en août 1796, et effectue alors le raid pour lequel il avait quitté Toulon, sur les côtes canadiennes de Terre-Neuve et du Labrador. Arrivé le 28 août sur le grand banc de Terre-Neuve, il s’empare d’environ 80 bâtiments qu’il envoie par le fond. Il bombarde et détruit les pêcheries britanniques de ces régions, bombarde et brûle les îles de Saint-Pierre-et-Miquelon, bombarde sans succès Signal Hill, qui protège le port de Saint-John.
Il rejoint ensuite Rochefort en novembre, et parvient à en sortir malgré l’escadre britannique et entre à Brest début décembre, ce qui lui permet de participer à l’expédition d'Irlande.
Malade, il se retire à Allons et y meurt.

## Famille
- Louis-Cælius Riccieri ou Richeri, né à Rovigo dans l'État de Venise, vers 1450. Il s'est rendu en France à la demande de Charles VIII qui lui donne des marques de son estime. Jules César Scaliger a été son disciple qui parle de lui avec éloge. Il a composé plusieurs ouvrages. Il est mort à 75 ans en 1525[9].
  - Jacques de Richery, viguier et capitaine pour le roi à Saint-Maximin, s'est marié par acte du 16 octobre 1547 avec Catherine Roland ou des Rolands,
    - Roland de Richery, marié par acte du 7 août 1580 avec Madeleine Sauvaire, fille d'Éléazar, secrétaire du roi en la Grande chancellerie,
      - Jacques de Richery, marié par contrat du 3 mars 1613 avec Sibile de Peyruis, fille de Nicolas, seigneur de Montauroux, et de Jeanne de Cambe,
        - Jean de Richery a épousé par acte passé le 2 février 1642 avec Marguerite de Glandevès de Montblanc,
          - Jean-Annibal de Richery, s'est marié par contrat passé le 24 janvier 1667 avec Claire d'Aiguillon. Il a acquis la terre d'Allons et a été déchargé du droit de franc-fief par ordonnance de l'intendant de Provence Pierre-Cardin Lebret, en 1695,
            - François de Richery, seigneur d'Allons, marié par contrat du 22 novembre 1723, avec Ursule d'Henri, fille de noble Jean, seigneur de la Mottière, et de Françoise de Hondis, d'où :
              - Jean-Louis Alexandre de Richery, seigneur d'Allons, chevalier de Saint-Louis, qui a servi dans la cavalerie et était présent à la bataille de Fontenoy, marié le 1er septembre 1754 à Marie Lucrèce Marguerite de Grasse, fille de François-René de Grasse, seigneur de Briançon, et de Marie de Chailan[10] :
                - Joseph de Richery (1757-1799), contre-amiral,
                - Charles-Alexandre de Richery (1759-1830), évêque de Fréjus et archevêque d'Aix[11],[12].

              - Jean-Baptiste de Richery, capitaine au régiment de Bourbonnais,

            - Jean-Baptiste de Richery, capitaine au régiment de La Marine, mort sans postérité,

          - Armand de Richery, tenu sur les fonts baptismaux par le prince de Conti, Armand de Bourbon-Conti.

      - Hector de Richery, jurisconsulte. Il a dédié au parlement de Grenoble le livre De verborum obligationibus, imprimé à Lyon en 1553 sous le nom d'Hector Richer ou Hector Richerius (lire en ligne).

## Armoiries
De gueules, à la colombe d'argent, aux ailes éployées ; au chef d'azur, chargé de trois étoiles d'or.

## Hommage
- Rue Amiral de Richery, à Allons